# Mihail Trapsa

Generalul Mihail Trapsa.

Mihail Trapșa (n. 25 martie 1838, com. Lăpușnicel, județul Caraș-Severin – d. 3 mai 1896, Graz, Austria) a fost un general român.
A studiat la școala germană din Mehadia.
Un om de o inteligență rară și de o perseverență ieșita din comun.
La Sibiu fiind, a colaborat cu George Barițiu cu care a tradus o Instrucțiune pentru artileriștii de câmp.
A scris cărți cu caracter militar, dar și poezii și aforisme.
Românii bănățeni au dat 25 de generali, care au ajuns în fruntea armatei austriece, fiind figuri marcante ale Curții de la Viena.
Din civilizația eroică a grănicerilor bănățeni s-au remarcat mari luptători și conducători de oști ca generalii: Ladislau Cena, Nicolae Cena, Enache Ion, Gh. Domășneanu și mareșalul Mihail Trapșa ( Mehadia).
Pentru faptele sale a fost înobilat cu titlul de cavaler de Trapșa. A fost comandantul Regimentului XIII de graniță Româno-Bănățean nr. 13, în perioada marilor confruntări dintre armatele imperiale austriece și otomane.
Generalul Mihail Trapșa purta în permanență la gât un săculeț cu o cărticică de rugăciuni, scrisă în limba română; tot generalul Trapșa și-a lăsat întreaga avere pentru ca la Caransebeș să se înființeze o școală de fete cu limba de predare numai în română.
A fost înmormântat la Caransebeș.